# 今治市立今治小学校
今治市立今治小学校（いまばりしりついまばりしょうがっこう）は、愛媛県今治市南大門町にあった公立小学校。

## 沿革
- 1887年（明治20年） - 越智野間郡立今治高等小学校として設立
- 2015年（平成27年） - 閉校。今治市立美須賀小、日吉小、城東小と統合し、今治市立吹揚小学校が設立される

### 児童数
平成21年度 児童数（平成21年5月1日現在）単位：人
| 学年   | 学年   | 1年 | 2年 | 3年 | 4年 | 5年 | 6年 | 合計 |
| ------ | ------ | --- | --- | --- | --- | --- | --- | ---- |
| 児童数 | 児童数 | 12  | 23  | 18  | 7   | 26  | 17  | 103  |

## 進学先中学校
- 今治市立日吉中学校[1]

## 著名な出身者
- 吉井万結 - 元愛媛朝日テレビアナウンサー

## 周辺
- 今治市役所
- 今治駅